# Alfred Capus
Alfred Capus (25. listopadu 1858 Aix-en-Provence – 1. listopadu 1922 Neuilly-sur-Seine) byl francouzský novinář, spisovatel a dramatik.

## Život
Alfred Capus, syn právníka z Marseille, studoval v Toulonu. Poté, co neuspěl v několika přijímacích testech na vyšší školy a chvíli pracoval jako kreslíř, se stal novinářem.
Jedním z jeho prvních článků byl nekrolog Darwina. Pokračoval v psaní humorných článků pro noviny jako Gaulois, L'Écho de Paris a L'Illustration. Psal také pro Le Figaro, pod pseudonymem Graindorge. V roce 1914 se stal redaktorem Figara.
Dne 12. února 1914 se stal členem Francouzské akademie.

## Dílo

### Divadelní hry
- Innocent (1896), spolu s Alphonsem Allais
- Petites folles (1897)
- Rosine (1897)
- Mariage bourgeois (1898)
- Les Maris de Leontine (1900)
- La Bourse ou la vie (1900)
- La Veine (1901)
- La Petite Fonctionnaire (1901) (the basis of the 1921 comédie musicale La petite fonctionnaire)
- Les Deux Ecoles (1902)
- La Châtelaine (1902)
- L'Adversaire (1903), spolu s Emmanuelem Arène
- Notre Jeunesse (1904), první z jeho her, která byla uvedena v Théâtre Français
- Monsieur Piegois (1905)
- L'Attentat (1906), spolu s Lucienem Descaves

### Novely
- Qui perd gagne (1890)
- Faux départ (1891)
- Robinson (1910)